# Салтыков, Сергей Николаевич (депутат)
Серге́й Никола́евич Салтыко́в (1 октября 1874, Вятка — 11 декабря 1937, Бутовский полигон) — член Государственной Думы 2-го созыва от Вятской губернии, литератор, редактор экономического журнала, книгоиздатель.

## Биография

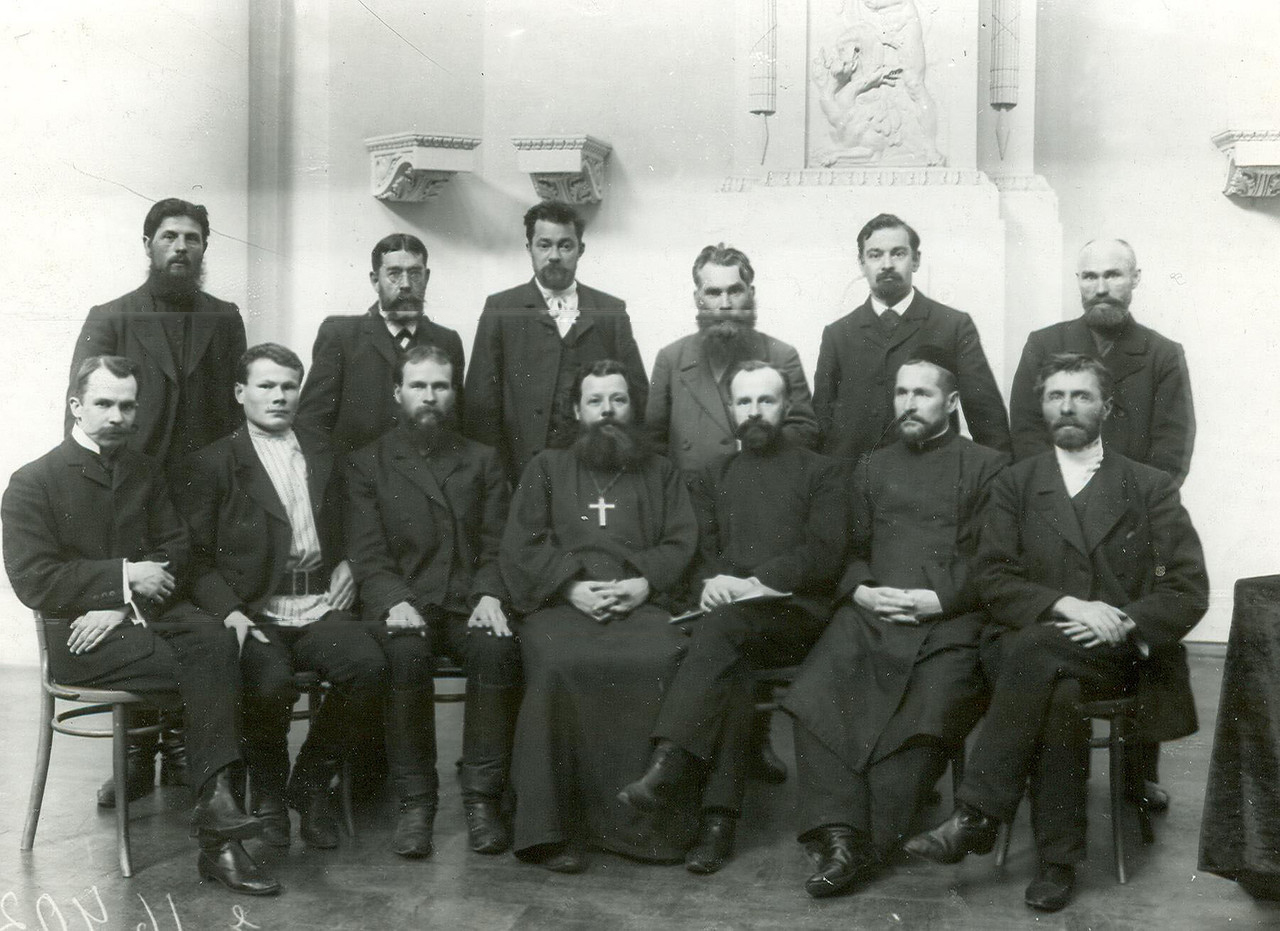
Депутаты II Государственной Думы от Вятской губернии.
Стоят: И. А. Наумов, А. В. Бодров, М. Г. Зайцев, В. А. Вахрушев, Н. В. Алашеев, В. И. Шешин;
Сидят: С. Н. Салтыков, Л. А. Ефремов, Я. С. Шабалин, Ф. В. Тихвинский, Д. И. Деларов, Х. А. Масагутов, И. Л. Финеев

Родился 1 октября 1874 года в г. Вятка. Родители: мать — Надежда Ивановна Шулятикова (по мужу Салтыкова), Отец — Салтыков Николай Петрович, член Вятской и Глазовской земских управ (с 1864 по 1904 гг). Салтыков Сергей Николаевич — двоюродный брат Шулятикова, Владимира Михайловича и Распутина, Анна Михайловна (Шулятикова), то есть родители были родственниками.

## Семья
- Отец — Николай Петрович Салтыков ( — ск. в 1905 г.)
- Мать — Надежда Ивановна Салтыкова (девичья — Шулятикова)

### Дети
- Сын — Салтыков, Евгений Сергеевич, (16.09.1899—11.03.1993) С.Петербург, Заслуженный мастер спорта (1947г), гребля.. Заведующий кафедрой лыжного и гребного спорта Национального государственного Университета физической культуры, спорта и здоровья имени Петра Францевича Лесгафта
- Выступал в соревнованиях по академической гребле за клуб «Энергия».
- 1924—1929 — Заведующий гребным клубом «Энергия».
- 1924—1974 — Тренер клуба «Энергия».
- 1931—1964 — Преподаватель ГДОИФК им. П. Ф. Лесгафта, заведующий кафедрой лыжного спорта.

Подготовил более 30 чемпионов и призёров Олимпиад, чемпионатов Европы, страны (В. Лебедеву, Н. Макарову, А. Гришенкову, Н. Агафонову и др.).
- Председатель секции (федерации) академической гребли Ленинграда.

Организатор лыжных кроссов и гребного марафона в Ленинграде.
- В его честь проводится ежегодный гребной марафон в Петербурге.

Литература:
Знаменитые люди Санкт-Петербурга [текст] : Биографический словарь / В. Д. Доценко, Г. М. Гетманец, В. М. Йолтуховский. — СПб. : «Аврора-Дизайн», 2005. — Т. 1. — С. 324—325
Государственные награды
- Орден Красной Звезды
- Орден «Знак Почёта»
- Медали
- Дочь — Салтыкова Тамара Сергеевна, рожд. 1904 г. (Ленинград),- ск. 1976 г. Ленинград, пианист, аккомпанировала Зои Лодия , литератор.
- Дочь — Салтыкова Вероника Сергеевна, (рожд. 1905 г.- ск.1988 г. Москва), лауреат Сталинской премии 1948 г.

Сталинская премия за выдающиеся изобретения и коренные усовершенствования методов производственной работы (1948)

## Фрагменты биографии
Образование незаконченное высшее (окончил 4 курса Петербургского университета, физико-математический факультет). Работал журналистом, литератором. Был избран членом Государственной Думы 2-го созыва от Вятской губернии. В Думе работал товарищем секретаря ГД, секретарём финансового комитета ГД.
С 1903 по 1919 года был членом РСДРП (меньшевик). По делу о революционной организации был приговорён к 5 годам каторги.
22.6 (5.7 н.с.) 1917 был назначен комиссаром Временного Правительства по Иркутскому генерал-губернаторству. Впоследствии Салтыков был назначен товарищем министра внутренних дел Временного правительства. С 11(24 н.с.) августа 1917 года — временно управляющий Министерством.
В ночь на 26.10 (8.11 н.с.) 1917 года был арестован вместе с другими членами Временного Правительства. 26.1 (8.2 н.с.) 1918 года освобождён.
В середине 1920-х гг был членом правления кооперативов книгоиздательства в Москве. После работал заместителем заведующего сектором подготовки кадров в тресте ВСНХ СССР «Цветметзолото».
Участник заседания «Союзного бюро». 12 декабря 1930 года арестован, как активный член организации меньшевиков. Осуждён на 3 года тюремного заключения.
После освобождения работал литературным сотрудником отдела техпропаганды «Главзолота». Проживал в Москве в Ермолаевском пер., д. 27, кв. 8.
Вновь арестован 9 августа 1937 года по обвинению в антисоветской агитации. 9 декабря 1937 года приговорён тройкой Московской области к расстрелу. Был реабилитирован 30.6.1989 года.